# Саберов, Мустафа Саберович
Мустафа Саберович Саберов (1892, Андреевка, Нижегородская губерния — 1970, там же) — советский хозяйственный, государственный и политический деятель.

## Биография
Родился в 1892 году в селе Андреевка (ныне — в Сергачском районе Нижегородской области). Член ВКП(б) с 1928 года.
С 1915 года — на хозяйственной, общественной и политической работе. В 1915—1964 гг. — сторож-истопник, приказчик у купца, председатель комитета крестьянской общественной взаимопомощи, председатель кредитного товарищества, председатель колхоза «Алга» Сергачского района Горьковской области, член Совета по делам колхозов при Верховном Совете СССР.
Друг Валерия Чкалова. Внес на строительство авиаэскадрильи им. В. П. Чкалова 100 тысяч рублей деньгами и 160 пудов хлеба.
Избирался депутатом Верховного Совета СССР 1-го и 2-го созывов. Делегат XVIII съезда ВКП(б).
Умер в Андреевке в 1970 году.